# Franco ruandese
Il franco (ISO 4217 RWF oppure RWFR) è la valuta del Ruanda dal 24 aprile 1964; è diviso in 100 centime ed è spesso abbreviato con RF.

## Storia
Il franco divenne la moneta del Ruanda nel 1916, quando il Belgio occupò la precedente colonia tedesca ed il franco del Congo belga sostituì la rupia dell'Africa orientale tedesca. Il Ruanda usò il franco del Congo belga fino al 1960 quando fu introdotto il franco del Ruanda e Burundi. Il Ruanda iniziò ad emettere la moneta propria nel 1964
Esistono progetti per introdurre una valuta comune, un nuovo scellino dell'Africa orientale, uguale per i cinque stati membri della Comunità dell'Africa Orientale. Questa nuova moneta dovrebbe entrare in corso nel 2015.

## Monete
Nel 1964 furono introdotte monete da 1, 5 e 10 franchi; quelle da 1 e 10 franchi erano in cupronickel e quella da 5 franchi in bronze. Nel 1969 fu introdotta la moneta d'alluminio da 1 franco e nel 1970 da quelle ½ e 2 franchi sempre in alluminio. Una moneta di diametro minore da 10 franchi in cupronichel fu emessa il 1974. Monete d'ottone da 20 e 50 franchi furono introdotte nel 1977.
Una nuova serie di monete è stata emessa nel 2004 (datata 2003):
- 1 franco - 98% alluminio,  2% magnesio
- 5 franchi - bronzo
- 10 franchi - bronzo
- 20 franchi - acciaio placcato nichel
- 50 franchi - acciaio placcato nichel

## Banconote
Nel 1964 le banconote della "Rwanda and Burundi Bank of Emission" furono sovrastampate per la circolazione nel solo Rwanda. I tagli erano da 20, 50, 100, 500 and 1000 franchi.
Queste banconote furono seguite da emissioni regolari negli stessi tagli.
Le banconote da 20 e 50 franchi furono sostituite da monete nel 1977, ed una nuova banconota da 5000 franchi fu introdotta nel 1978. La prima banconota da 2000 franchi è stata introdotta a metà dicembre 2007.
Da fine 2009 la banconota da 100 franchi non ha più valore legale ed è stata sostituita da moneta di uguale valore.
Le banconote ruandesi sono di 500, 1000, 2000 e 5000 franchi.

## Sequenza storica dei cambi
Un dollaro americano (USD) oscilla attualmente tra 500 e 600 franchi. Un euro oscilla attualmente tra 700 e 800 franchi.
La serie storica dei cambi del franco con il dollaro statunitense:* 262.20 (1995)
- 393.44 (2000)
- 537.66 (2003)
- 574.62 (2004)
- 610 (2005)
- 560 (2006)
- 585 (2007)